# Ângela Dutra de Menezes
Ângela Dutra de Menezes (Rio de Janeiro, 1946) é uma romancista e jornalista brasileira, ela deixou o jornalismo, sua principal atividade até 1994, para dedicar-se à literatura.

## Biografia
Como jornalista começou no Segundo Caderno do jornal O Globo e encerrou a carreira na revista Veja.
Com seu primeiro romance, Mil anos menos cinquenta (1995), a saga de uma família em dez séculos de civilização (de Portugal à vinda para o Brasil), filia-se à corrente do romance histórico moderno, trabalhando uma linguagem colorida e rica em nuances. Lançado na Espanha pela Ediciones Siruela, o livro foi considerado um dos cinco melhores maiores lançamentos do ano pelo jornal La Cultura.
Na linha de um Luiz Antônio de Assis Brasil ou de um Tabajara Ruas, realiza uma ficção reflexiva e crítica da História. Seu segundo romance, Santa Sofia (1997), mergulha no imaginário de Minas Gerais do século XIX.
Seus livros mais recentes são O avesso do retrato (1999), romance ambientado no Rio de Janeiro, que que explora a dualidade do caráter humano, e O português que nos pariu (2000).

## Obras
- O Incrível Geneticista Chinês. Editora Record; 30 de junho de 2012. ISBN 978-85-01-40058-1.
- Santa Sofia. Editora Record; 1997. ISBN 85-01-04847-X.
- O livro do apocalipse segundo uma testemunha; Editora Objetiva; 2001. ISBN 85-7302-350-3.
- O avesso do retrato: romance. Record; 1999. ISBN 978-85-01-05443-2.
- O português que nos pariu. Editora Record; 10 de outubro de 2011. ISBN 978-85-01-09709-5.
- A tecelã de sonhos. Editora Record; 10 de outubro de 2011. ISBN 978-85-01-09708-8.
- Todos os dias da semana. Kbr Editora Digital; 2003. ISBN 978-85-64046-49-8.
- Mil anos menos cinquenta: uma viagem através das gerações de uma família de Coimbra. Civilização; 2008. ISBN 978-972-26-2777-1.